# Glycaspis praescopula
Glycaspis praescopula är en insektsart som beskrevs av Moore 1983. Glycaspis praescopula ingår i släktet Glycaspis och familjen rundbladloppor. Inga underarter finns listade i Catalogue of Life.